# Timothy Deasy
Timothy Deasy, né le 20 février 1839 à Clonakilty (Comté de Cork) et mort le 10 décembre 1880 à Lawrence (Massachusetts), est un patriote irlandais. 

## Biographie
Il sert dans le 9th Massachusetts Infantry comme capitaine lors de la Guerre de Sécession.
Un des chefs des Fénians (1867), à la tête du mouvement à Manchester, il est capturé avec William Philip Allen, Thomas Kelly et William Michael O'Brien, puis condamné à mort (18 septembre 1867). Il parvient à s'évader avec Kelly et s'exile aux États-Unis. 
La santé de Timothy Deasy décline à partir de juin 1878. Il meurt le 10 décembre 1880 à son domicile de Lawrence dans le Massachusetts.
Jules Verne le mentionne en écrivant « Deary » dans son roman Les Frères Kip (partie 2, chapitre X) et écrit par erreur qu'il meurt exécuté le 23 novembre 1867 à Manchester avec Allen. En réalité seul Allen et d'autres patriotes le furent.